# Casapulla
Casapulla är en ort och kommun i provinsen Caserta i regionen Kampanien i Italien. Kommunen hade 8 597 invånare (2017).